# Мануел Антонио де Варона
Мануел Антонио де Варона Лоредо (на испански: Manuel Antonio de Varona y Loredo) е кубински политик. Той е бивш министър-председател на Куба от 1948 г. до 1950 г.

## Биография
Мануел де Варона участва в студентските протести през 1924 г. срещу президента Алфредо Саяс, за което е пратен за кратко в затвора. Подкрепя и протестите на Хулио Антонио Меля срещу президента Херардо Мачадо. През 1927 г. основава списанието La Voz Estudiantentil. Затварян няколко пъти по време на режима на Мачадо и експулсиран в Съединените американски щати. След Революцията през 30-те години е един от основателите на Автентичната кубинска революционна партия.
Мануел де Варона е седмият министър-председател на Куба между 1948 и 1950 г. и е председател на кубинския Сенат от 1950 г. до 1952 г.
През 1960 г. Варона заминава в изгнание в САЩ, след като отхвърля налагането на комунистически режим на Фидел Кастро. Член на Демократичния революционен фронт и на Кубинския революционен съвет (1961 – 1964 г.).

## Работа с ЦРУ
По време на изгнанието на Варона в Маями ЦРУ подкрепя планирането му на нахлуването в Залива на прасетата. То осигурява хапчета, обогатени с ботулинов токсин, с които да се извърши убийството на Фидел Кастро. Хапчетата никога не са използвани, защото Кастро спира да посещава ресторанта, където настроен срещу Кастро работник възнамерява да ги използва.
Препис, разсекретен през 2021 г. от изслушване на комитета Чърч от 1975 г., описва подробно тайната операция на ЦРУ за убийството на Кастро:
Г-н Брекинридж: Точно преди първата фаза да приключи, Розели чрез Трафиканте, е представен на друг лидер на кубинските изгнаници в Маями на име Антъни Варона. Отново името му е чувствителен въпрос.
Варона беше лидер на една от групите, подкрепяни от ЦРУ като част от подготовката за Залива на прасетата.
Варона не беше доволен от връзката си с ЦРУ. Считаше, че не са му дадени достатъчно пари. Розели се обърна към Варона за да поеме тази мисия
Историята на Розели беше, че той представляваше частен клиент, който имаше интерес в Куба. Самоличността на Розели беше очевидна, както и тази на Трафиканте.
Варона каза, че познава някого, който е бил в ресторант, който Кастро често посещавал, и след това хапчетата са били предадени отново.
Г-н Шварц. Бихте ли посочили за протокола кой е направил хапчетата?
Г-н Брекинридж. Хапчетата са направени в тогавашния отдел за технически услуги на ЦРУ.
Г-н Шварц. Правили ли са някога такива хапчета?
Г-н Брекинридж. Не, доколкото знам.
Г-н Шварц. Използвали ли са ботулин като отрова по някакъв начин преди това?
Г-н Брекинридж. В един предишен случай се смяташе, че ботулинът може да се използва върху пури, които някой се е надявал да достигнат до Кастро, и в крайна сметка това не се е случило. Това бе схема, която никога не беше одобрена и продължена. Знам за един случай, в който е разгледано.
Ботулинът беше направен на хапчета и тези хапчета бяха отнесени отново в Куба. Кастро спря да ходи в ресторанта, където беше този човек. Възникна Заливът на прасетата и операцията беше прекратена.

## Семейство
Варона има три деца: Карлос де Варона Сегура, който участва в нашествието в Залива на прасетата, Емелина Ивет и Ивон де Варона Руисанчес.